# Eugen Napoleon Neureuther
Eugen Napoleon Neureuther (München, 1806. január 13. – München, 1882. március 23.) német festő és rajzoló, Ludwig Neureuther fia.

## Élete
A müncheni akadémián, Párizsban, majd Rómában tanult, 1848-tól 1856-ig a nymphenburgi királyi porcelángyár művészeti vezetője, 1868-tól 1877-ig a müncheni iparművészeti iskola tanára volt. Már Cornelius vezetése alatt dekoratív munkákat készített a müncheni gliptotéka számára, későbbi allegóriai sgraffitókat a müncheni műegyetem épületén, ahol szintén végzett dekoratív munkákat. Festményei közül említendők: Porcia álma, A haldokló apáca, A Mils nyaraló, A Malta nyaraló, Goethe Hermann és Dorothea-jából vett jelenet. Nevét azonban főleg rajzaival, rézkarcaival tette ismertté. A legelterjedtebbek: Randzeichnungen zu Goethes Ballden und Romanzen (München, 1829-40); Souvenir du 27, 28, 29 juillet 1830 (Párizs, 1831); Bayrische Gebirgslieder mit Bildern (München, 1831-34). Illusztrációkat rajzolt Herder műveinek díszkiadásához (Stuttgart, 1838), egyes népszerű német költeményekhez és rézkarcokat készített Rottmann freskóképei után a müncheni képtár árkádjaiban.